# Inés de Bazán
Inés de Bazán fue una habitante española de la ciudad de Castro, en el archipiélago de Chiloé, Chile. Es recordada principalmente por su papel en la resistencia hispana contra la ocupación neerlandesa de las islas en 1600, motivo por el cual ha sido llamada «la heroína de la ciudad de Castro».

## Biografía

### Familia
Existen dudas sobre su lugar de nacimiento, aunque se le suele considerar hija de Bartolomé Bazán y Ana Quero, colonos de Osorno y Valdivia. Contrajo matrimonio con el conquistador vizcaíno Joanes de Oyarzún, con quien tuvo al menos cuatro hijos, y de quien enviuda cerca del año 1590. Otras versiones la señalan nacida en el Virreinato de Nueva España cerca de 1552, y Abraham Silva Molina le atribuye su origen en Valladolid en España.

### Ocupación neerlandesa

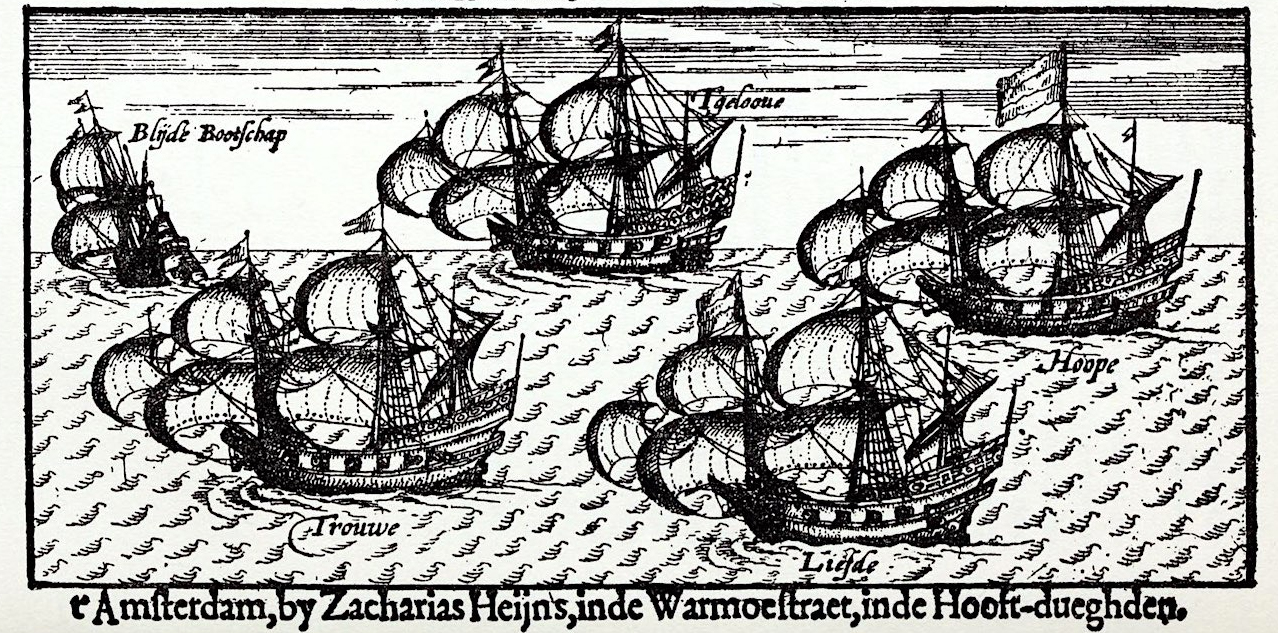
La flota neerlandesa: de izquierda a derecha: el Blijde Bootschap, el Trouwe, el t Gelooue, el Liefde y el Hoope. Grabado del.

En abril de 1600, en el contexto de la Expedición de la Compañía Magallánica, llegó hasta las costas de Chiloé el buque Trouwe liderado por Baltazar de Cordes. Esta era una de las naves de la expedición que los neerlandeses Jacob Mahu y Simón de Cordes habían emprendido inicialmente para comerciar con el lejano oriente a través del estrecho de Magallanes, pero que posteriormente derivó en acciones de piratería en las costas de América.
Luego de cruzar el estrecho y perder contacto con las otras naves de la expedición, Cordes llegó a las costas de Chiloé y estableció contacto con algunas comunidades huilliches de la isla, con quienes realizó intercambios comerciales y luego una alianza para apoderarse de la única ciudad española de la zona, Castro. Esta conquista la lograron rápidamente luego de engañar a las autoridades hispanas sobre las verdaderas intenciones de su visita.
Luego de la captura de la ciudad, el corregidor Baltazar Ruiz del Pliego fue asesinado, y la población civil, principalmente compuesta de mujeres y niños, pasó a estar cautiva de los invasores. Los soldados españoles sobrevivientes, por otro lado, reorganizaron la resistencia en las afueras del poblado liderados por el capitán Luis Pérez de Vargas, a la espera de la llegada de refuerzos de las ciudades de más al norte. Es en este contexto donde la figura de Inés de Bazán, por entonces prisionera de los neerlandeses, tomó protagonismo a través de sus actividades de sabotaje del armamento neerlandés, y del envío de municiones a las tropas de Pérez de Vargas.
Benjamín Vicuña Mackenna en 1869 escribió:

Hubo entre ellos una mujer, llamada la heroína doña Inés de Bazán que, con un arcabús con las manos, supo como varonil señora entre los demás soldados, defender la entrada al enemigo a la ciudad.

Por su parte el sacerdote Diego de Rosales escribió en 1674:

Anduvo tan valerosa una mujer española que tenía cautiva el holandés, que hurtándole mucha pólvora y balas se las envió a los españoles por estar con necesidad de municiones, enviándoles a decir con un niño de diez años, que peleasen con ánimo y valor, que en breve vencerían al enemigo. Y siendo descubierta la mandó azotar, y ella con mucho gusto y contento de haber socorrido a los católicos sufrió con gran valor más de trescientos azotes que le dieron.

Luego de estos sucesos, las tropas del capitán Pérez de Vargas fueron finalmente auxiliadas por un destacamento bajo el mando del coronel Francisco del Campo, que por ese entonces se encontraba protegiendo la ciudad de Osorno. Este apoyo militar dio lugar al combate de Castro, donde los españoles recuperaron la ciudad y derrotaron a los neerlandeses y huilliches. A esta recuperación de la ciudad le siguió una cruenta represión de quienes prestaron colaboración a los invasores, principalmente huilliches.

## Vida posterior y legado
Luego de los sucesos del año 1600, Inés de Bazán se traslada al Fuerte Trinidad de Valdivia, donde el 24 de enero de 1603 habría dado poder para testar. De acuerdo a esta versión, habría sobrevivido por varios años, falleciendo finalmente en 1629. No obstante, una historia alternativa rescatada por Abraham Silva Molina señala que su fallecimiento habría sido en realidad el mismo año de 1600 producto de los azotes de los holandeses.
Sobre su legado, Vicuña Mackenna escribiría:

El pérfido corsario holandés, que traicioneramente se apoderó de Castro, completó, sin quererlo, el terceto de heroínas de Chile colonial que llevaron igual nombre: Inés de Suárez, Inés de Aguilera e Inés de Bazán.

Asimismo, al haber tenido descendencia con Joanes de Oyarzún, se considera que parte importante de las familias del sur de Chile con ese apellido se originan en ese matrimonio.

### En la cultura
En 1942, la revista cultural chilena "El Cabrito", perteneciente a Editorial Zig-Zag, dedica espacios en dos números (N°6 y N°30) a la historia de Inés de Bazán y su enfrentamiento contra los holandeses.
El 22 de mayo de 1960, luego del terremoto que asoló las costas de Chiloé, un grupo de pobladores de la ciudad de Ancud comenzó a habitar un nuevo conjunto habitacional aún en construcción, y luego de un concurso interno entre las familias, se decidió darle el nombre de "Población Inés de Bazán", en honor a la heroína de la ciudad de Castro. En esta última ciudad existe otra población con igual nombre.
En el año 1982 Inés de Bazán apareció en la novela "Legendarios de Chiloé" del escritor chilote Antonio Cárdenas Tabies, quien la retrata como una patriota castellana de los primeros años de la colonización hispana de Chiloé.
El año 1985 el conjunto folclórico Caituy de Achao incluyó el tema "Inés de Bazán" en su primer disco "Caituy de Achao". Posteriormente, el año 2006 la vuelve a grabar en el disco "Nazareno de Caguach".